# Zatrephus crassinus
Zatrephus crassinus là một loài bọ cánh cứng trong họ Cerambycidae.